# Aeroportul Silver Creek
Aeroportul Silver Creek (IATA: SVK, ICAO: MZKT) este un aeroport din Stann Creek District⁠(d), Belize ce deservește zona Stann Creek District⁠(d).
Situat la o altitudine de 66 m, aeroportul dispune de o singură pistă.